# Wild Knots
Wild Knots ist ein Jazzalbum von Silke Eberhard und Céline Voccia. Die am 16. Mai 2021 im Studio Börne 45 Berlin entstandenen Aufnahmen erschienen am 14. Juli 2023 auf Relative Pitch Records.

## Hintergrund
Die Saxophonistin Silke Eberhard, die ansonsten mit ihrer Formation Potsa Lotsa und ihrem Trio (Being the Up and Down, 2021) arbeitet, spielte 2021 mit der französischen und in Berlin lebenden Pianistin Céline Voccia sieben Improvisationen ein. In Erscheinung getreten ist Voccia zuvor mit dem Trio ACM (mit Anna Kaluza, Matthias Bauer), in der Formation Pink Cline (mit Edith Steyer, Marialuisa Capurso, Sofia Borges) und ihrem Trio mit Jan Roder und Michael Griener (Abîme, 2023).

## Titelliste
- Silke Eberhard /  Céline Voccia – Wild Knots (Relative Pitch Records RPR1165)[1]

1. Exuberance 5:19
2. Indecision 9:59
3. Paradoxe 9:46
4. Gemini 9:24
5. Renaissance 5:44
6. Melancholy 6:42
7. For Uli 6:24

Die Kompositionen stammen von Céline Voccia und Silke Eberhard.

## Rezeption
Teils lebhaft, teils meditativ, wobei die Pianistin den Schwerpunkt auf Formalismus und Abstraktion lege, würden sich die sieben Improvisationen in unterschiedlichen Tempi entwickeln, hätten aber gemeinsam, dass sie von beiden Seiten eine reaktionsfähige musikalische Intimität aufweisen, schrieb Ken Waxman in Jazz Word. Eberhard sei in der internationalen Szene der
Improvisierten Musik bereits bekannt und es scheine, dass Voccia bald zu ihr stoßen dürfte.